# Cloughjordan
Cloughjordan is een klein dorp in het noorden van het Ierse graafschap Tipperary. Het dorp ligt aan de spoorlijn tussen Limerick en Ballybrophy. Vanaf het station vertrekt 's ochtends en 's avonds een trein in beide richtingen.